# Andrijan Nikolajev
Andrijan Grigorjevič Nikolajev, rusky Николаев, Андриян Григорьевич, (5. září 1929 Šoršely, Čuvašská autonomní republika, SSSR – 3. července 2004 Čeboksary, Rusko), byl sovětský vojenský letec a kosmonaut čuvašské národnosti. V kosmu byl dvakrát.

## Život
Do svých 14 let neopustil rodnou vesničku a pomáhal otci na poli. V roce 1944 dokončil základní sedmiletou školu a nastoupil na lesnickou průmyslovku. Do školy chodil denně 15 km pěšky. Když školu ukončil, byl jmenován mistrem dřevařského střediska, pracoval v lese. V roce 1950 nastoupil vojenskou službu. Brzy byl poslán na vojenské letecké učiliště v podhůří masivu Ťan-šan, ve Frunze. Zde se během výuky v letech 1951–1954 naučil létat i na reaktivních letounech a nastoupil službu jako vojenský letec u pluku.
Od roku 1960 byl ve skupině prvních kandidátú na kosmonauty ve Hvězdném městečku. Roku 1962 se stal nejdříve dvojníkem Germana Titova, pak již pátým kosmonautem světa.
V roce 1963, po svém prvním letu se oženil s kosmonautkou Těreškovovou. Měli spolu dceru Jelenu. Roku 1980 se jejich manželství rozpadlo, Těreškovová se vdala za lékaře Šapošnikova.
V roce 1968 ukončil Vojenskou akademii leteckého inženýrství. Dne 26. ledna 1982 byl vyřazen z týmu kosmonautů. Byl také v Praze při otevření první stanice kosmických spojů v tehdejším Československu.

## Lety do vesmíru
Start Vostoku 3 byl z kosmodromu Bajkonur. V lodi 3 byl sám, vyzkoušel ruční řízení, absolvoval první televizní přenos, obletěl Zemi čtyřiašedesátkrát a protože byl na orbitě i Vostok 4 s Pavlem Popovičem, jednalo se o první skupinový let. V řídícím středisku na Zemi byl Jurij Gagarin. Nikolajev přistál v kabině lodi na padácích na území Kazachstánu.
Dva roky poté byl velitelem kosmické lodě Sojuz 9, tehdy se jednalo o nejdelší, tedy rekordní let. Partnerem v lodi mu byl Vitalij Sevasťjanov a společně absolvovali mnoho experimentů. Start i přistání byly stejné, jako u prvního letu.
- Vostok 3 (11. srpen 1962 – 15. srpen 1962)
- Sojuz 9 (1. června 1970 – 19. června 1970)

## Závěr života
V roce 1996 se stal poslancem v ruském parlamentu. V té době byl generálmajorem. Zemřel na srdeční infarkt, když se ve věku 74 let účastnil jako hlavní rozhodčí Celoruských sportovních her venkova v Čeboksarech v ruském Povolží.